# إريك يونغ جونيور
إريك يونغ جونيور (بالإنجليزية: Eric Young, Jr.) هو لاعب كرة قاعدة أمريكي، ولد في 25 مايو 1985 في نيو برونزويك في الولايات المتحدة.

## وصلات خارجية
- إريك يونغ جونيور على موقع دوري كرة القاعدة الرئيسي (الإنجليزية)
- إريك يونغ جونيور على موقعبيزبول رفرنس.كوم (الدوري الرئيسي) (الإنجليزية)
- إريك يونغ جونيور على موقعبيزبول رفرنس.كوم (الدوري الثانوي) (الإنجليزية)
- إريك يونغ جونيور على موقع إي إس بي إن.كوم (أم.أل.بي) (الإنجليزية)
- إريك يونغ جونيور على موقع مشجعي الرسوم البيانية (الإنجليزية)